# Dassault Mirage III
El Mirage III és un caça supersònic dissenyat per la companyia francesa Dassault Aviation a mitjans de la dècada de 1950 i construït tant a França com a altres països sota llicència. Va ser un model de molt d'èxit amb vendes a forces aèries d'arreu del món, amb una producció que s'allargà més d'una dècada. Avui en dia encara es troba en servei actiu en les forces aèries d'alguns països. Es pot visitar al Museu de l'Aire i de l'Espai.

## Operadors
- Abu Dhabi (retirat)
- Argentina

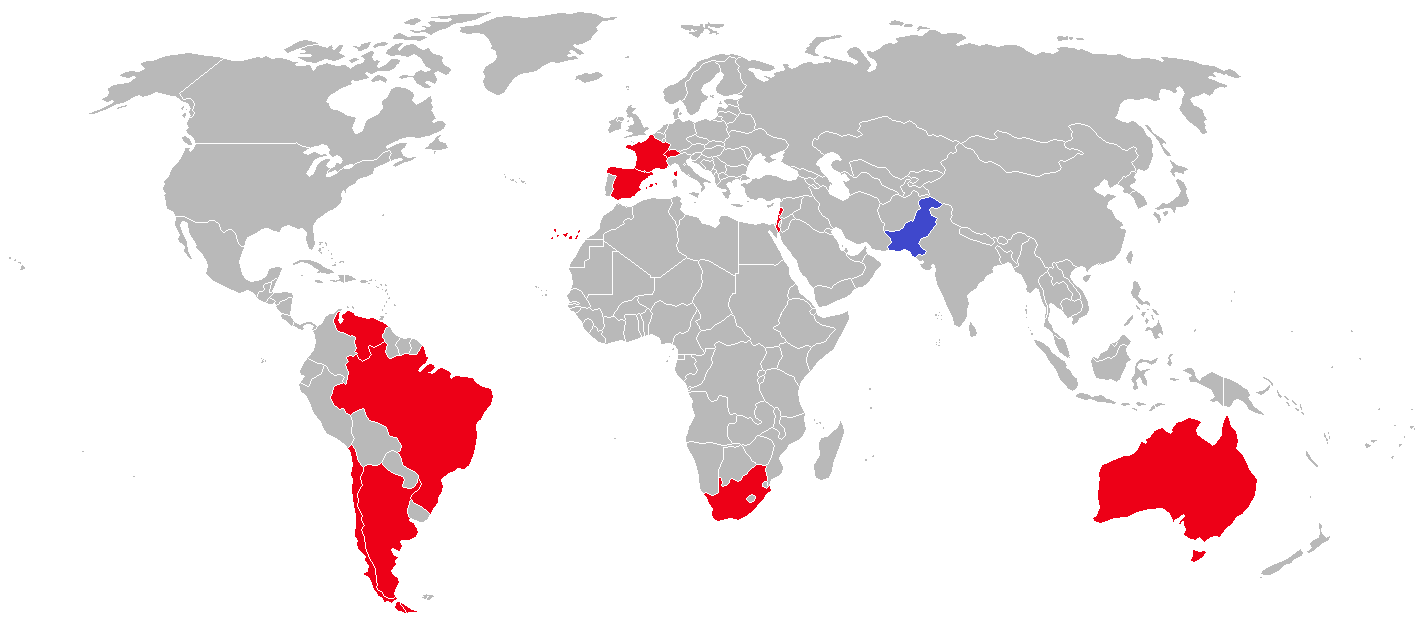
Mapa dels operadors dels Mirage III/V (antics operadors en vermell).

- Austràlia (retirat el 1988, 50 venuts al Pakistan)
- Bèlgica (retirat)
- Brasil 20/8 MirageIIIE/D (retirat el 2005)
- Xile (retirar el 2006)
- Colòmbia (retirat el 2010)
- Egipte
- França (retirat)
- Gabon
- Israel (retirat)
- Líban (venuts al Pakistan l'any 2000)
- Libya (venuts al Pakistan l'any 2004)
- Pakistan
- Perú (retirat el 2007)
- South Africa (retirat el 2008)
- Espanya (retirat l'any 1991, venuts a Pakistan el 1992)
- Suïssa (retirat)
- Venezuela (retirat el 2007)
Zaire

## Especificacions tècniques per al Mirage IIIE

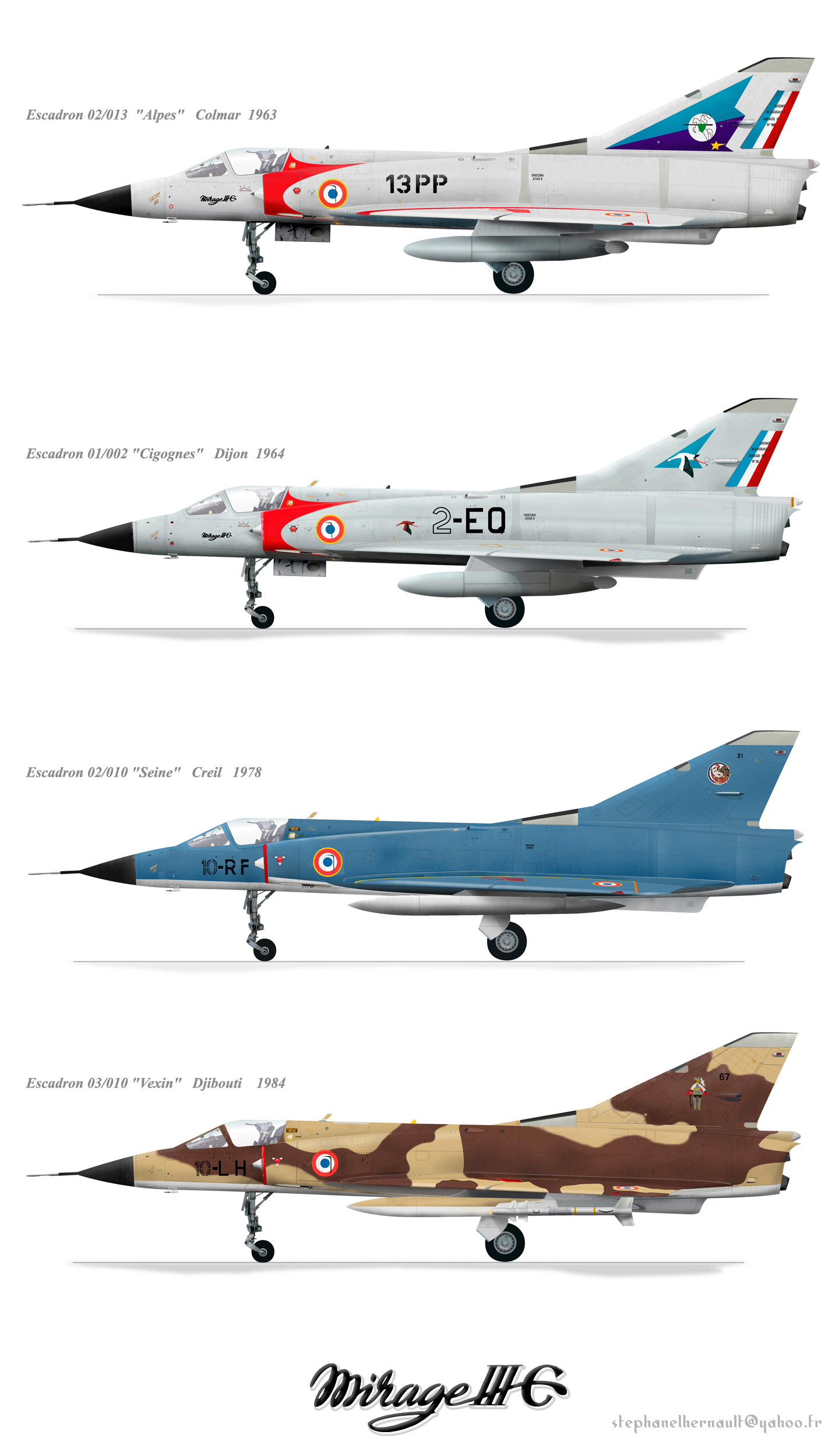
Mirage III C
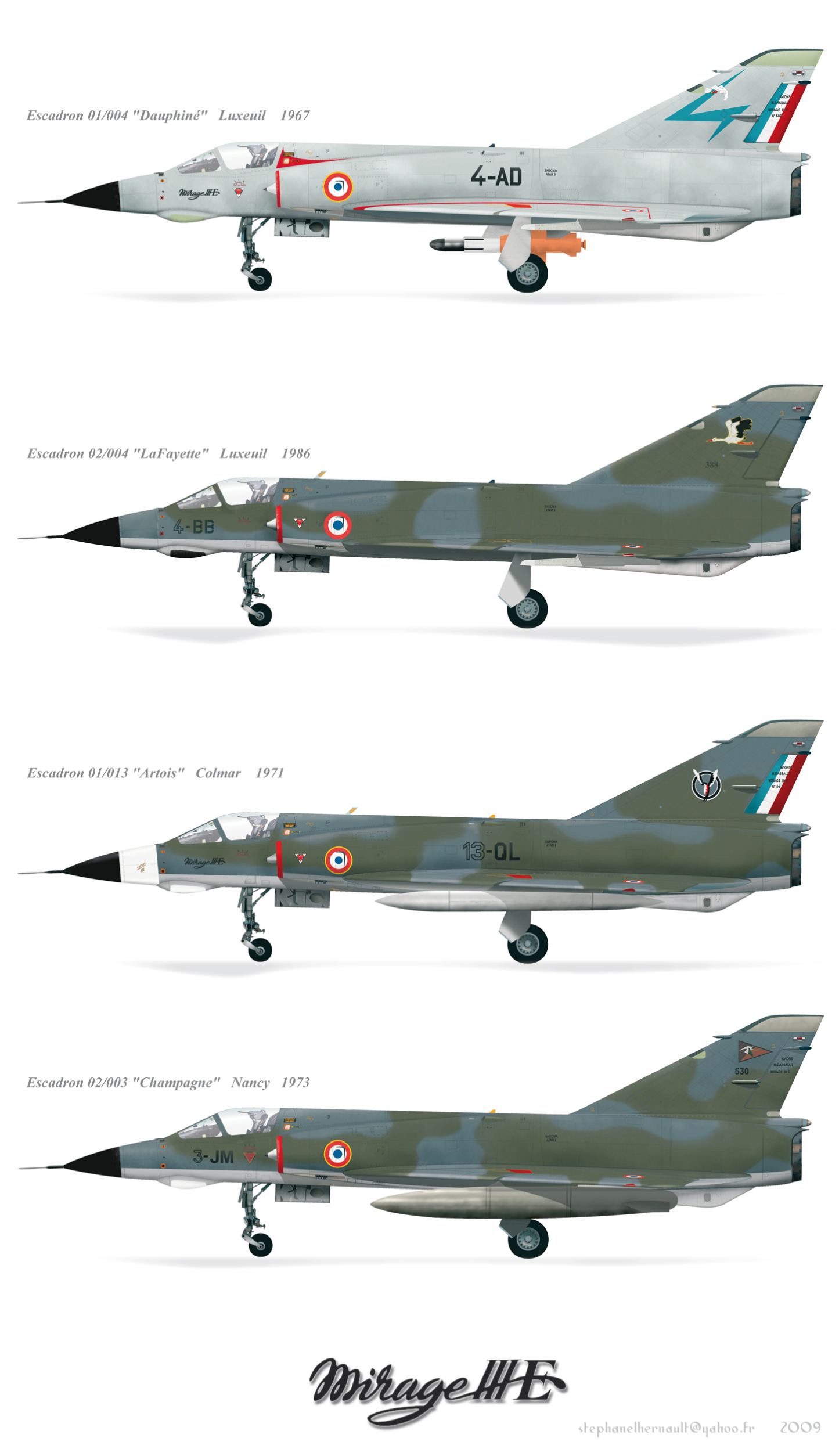
Mirage III E

Dades de Encyclopedia of World Military Aircraft
Característiques generals
- Tripulació: 1
- Longitud: 15,03 m
- Envergadura: 8,22 m
- Alçada: 4,50 m
- Superfície de l'ala 34,85 m²
- Pes buit: 7.050 kg
- Pes carregat: 9.600 kg
- Pes màxim d'enlairament: 13.700 kg
- Motor: 1× turboreactor SNECMA Atar 09C 
  - Impuls normal: 41,97 kN
  - Impuls amb postcremador: 60,80 kN

 Rendiment 
- Velocitat màxima: Mach 2,2 (2.350 km/h, 1.268 nusos) at 12.000 m
- Radi de combat: 1.200 km
- Abast en trasllat: 4.000 km
- Sostre de servei: 17.000 m
- Ràtio d'ascens: 83 m/s+

Armament

- Metralladores: 2 canons automàtics de calibre 30 mm DEFA 552 amb 125 cartutxos cadascun
- Coets: 2 dipòsits externs/llançador de coets Matra JL-100, que combinen un dipòsit de 250 L amb 19 coets SNEB de calibre 68 mm
- Míssils: 2 míssils aire-aire AIM-9 Sidewinder o Matra R550 Magic i un míssil Matra R530,
- Bombes: un màxim de 4.000 kg en 5 suports externs, incloent bombes tradicionals, contenidors amb càmeres de reconeixement, entre d'altres.

- Mirage III C
- Mirage III E